# Luana Bühler
Luana Chiara Bühler (Wolhusen, 28 de abril de 1996) es una futbolista suiza. Se desempeña como defensa en el Tottenham Hotspur de la Women's Super League de Inglaterra y en la selección femenina de Suiza. Anteriormente jugó en el TSG 1899 Hoffenheim y el FC Zürich.

## Trayectoria
En julio de 2012 fichó para el SC Kriens de la Superliga Femenina de Suiza. En 2014 se integró al FC Lucerna. En 2016 tuvo que hacer una pausa de casi un año debido a su segunda rotura de ligamentos cruzados. En 2017 se pasó al FC Zürich, para quien también jugó en la Liga de Campeones. En 2018 ganó el doblete con el club.  En el verano de 2018 pasó a ser parte del plantel del TSG 1899 Hoffenheim en la Bundesliga.
Bühler debutó en la selección ante Italia el 28 de febrero de 2018 en la Copa de Chipre.

## Clubes
| Club                | País       | Año             |
| ------------------- | ---------- | --------------- |
| SC Kriens           | Suiza      | 2012 - 2014     |
| FC Lucerna          | Suiza      | 2014 - 2017     |
| FC Zürich           | Suiza      | 2017 - 2018     |
| TSG 1899 Hoffenheim | Alemania   | 2018 - 2023     |
| Tottenham Hotspur   | Inglaterra | 2023 - presente |